# Suita
Suita (吹田市 Suita-shi?) este un municipiu din Japonia, situat în partea de nord a prefecturii Osaka. Populația orașului constituie 352.254 locuitori și densitatea este de 9.755 persoane pe 1 km2. Suprafața orașului constituie 36,11 km2.
Orașul a fost fondat la 1 aprilie 1940. În anul 1970 a găzduit expoziția mondială Expo '70.
Orașul este legat cu partea centrală a prefecturii prin căi ferate ale Hankyu Railway, West Japan Railway Company și Osaka Municipal Subway. Prin regiune trece și calea ferată cu o șină (Osaka Monorail), care leagă orașul cu Osaka, Parcul Memorial Expo și Aeroportul Internațional Osaka (Itami).

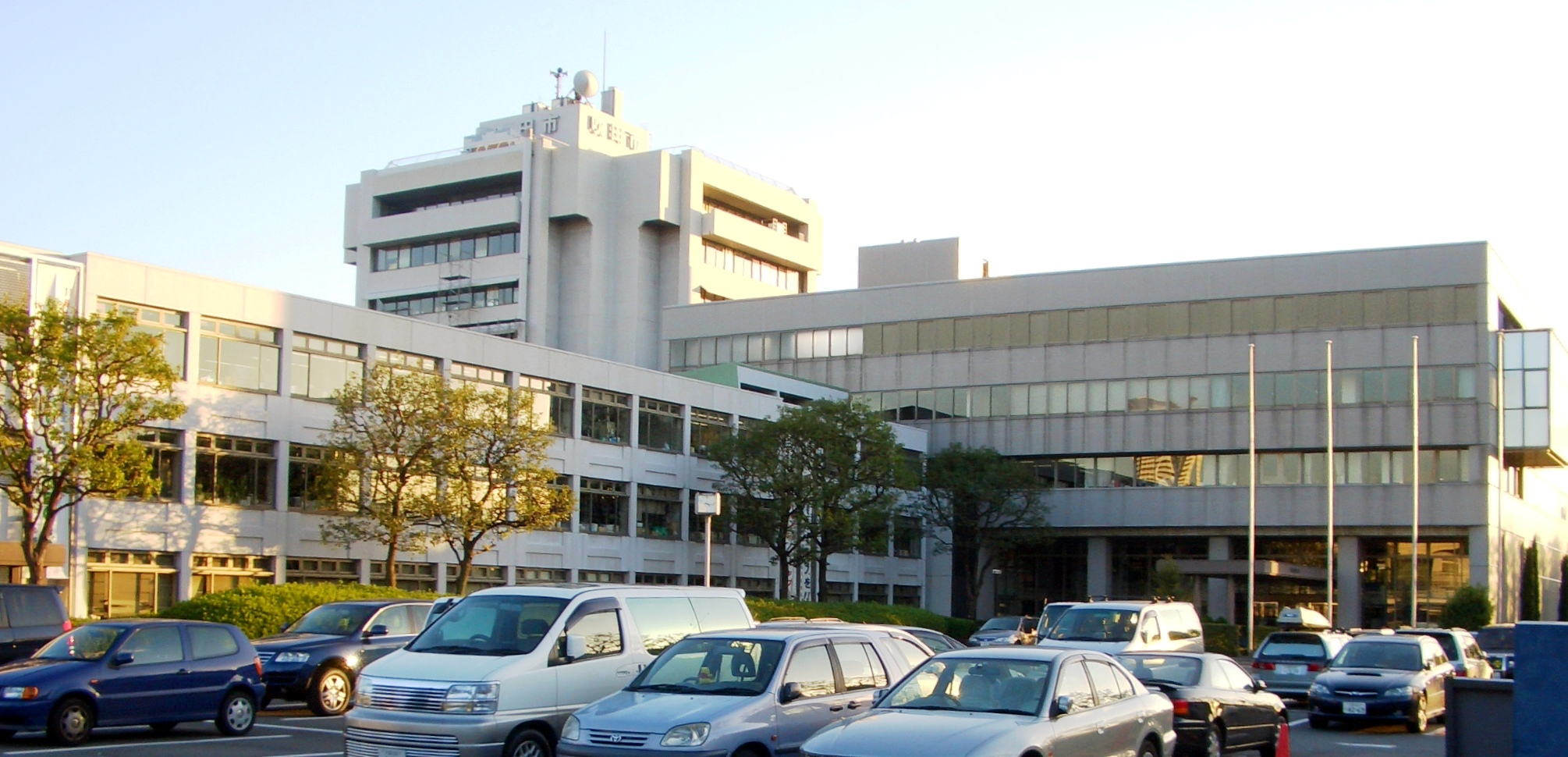
Clădirea primăriei orașului Suita
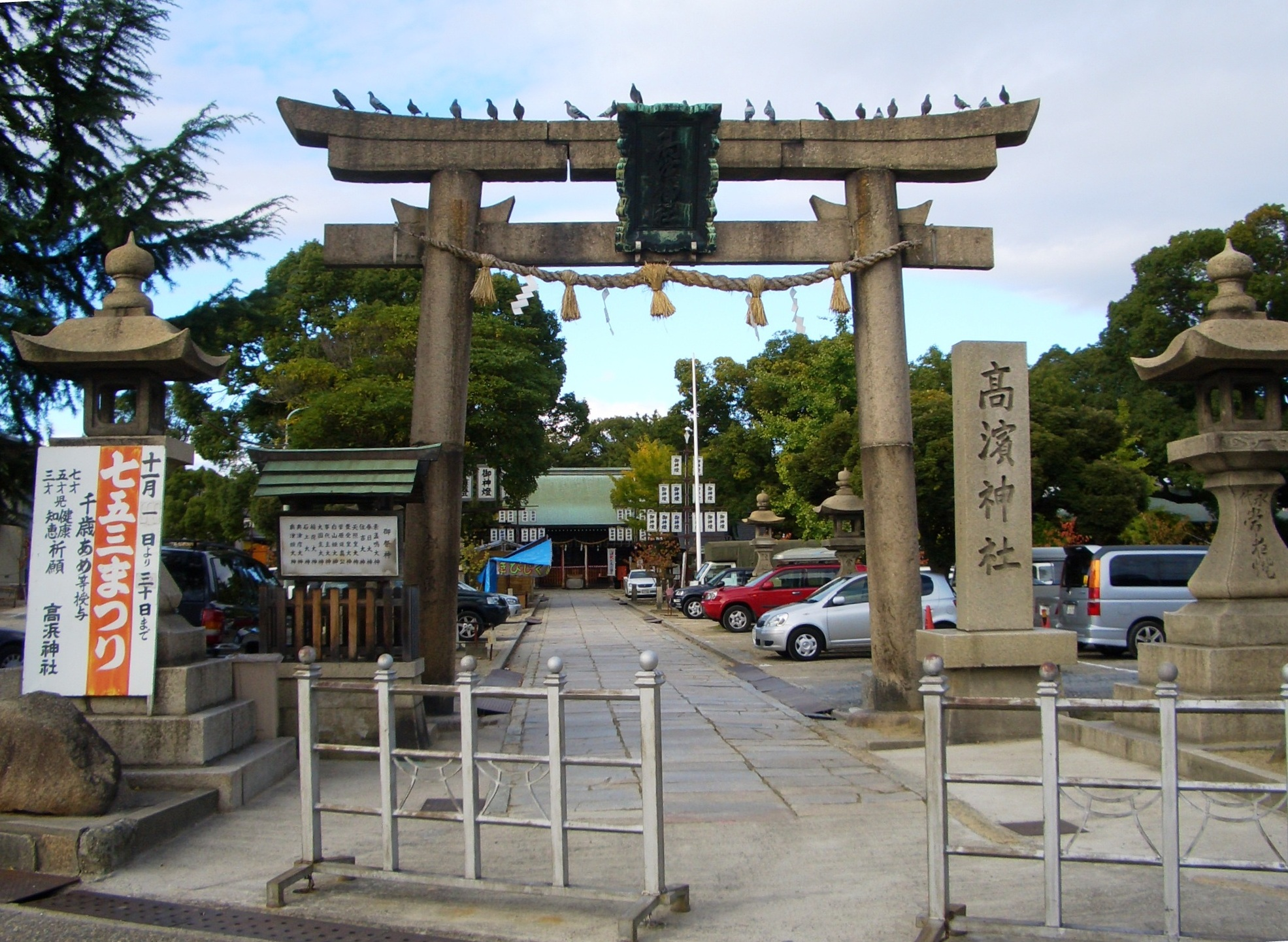
Templul șintoist Takahama în Suita
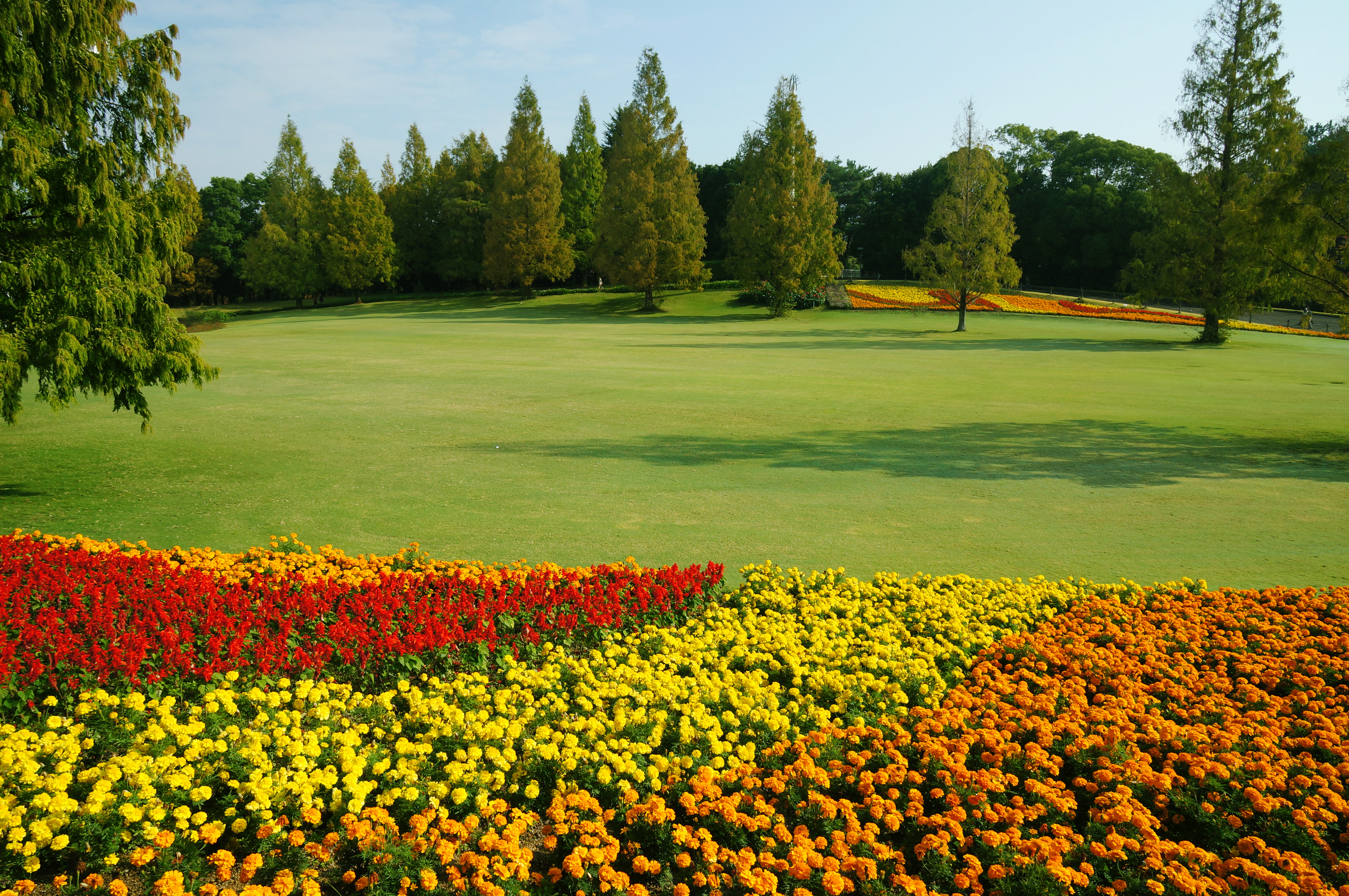
Parcul memorial „Expo '70” (万博記念公園 Banpaku-Kinen-Kōen?)
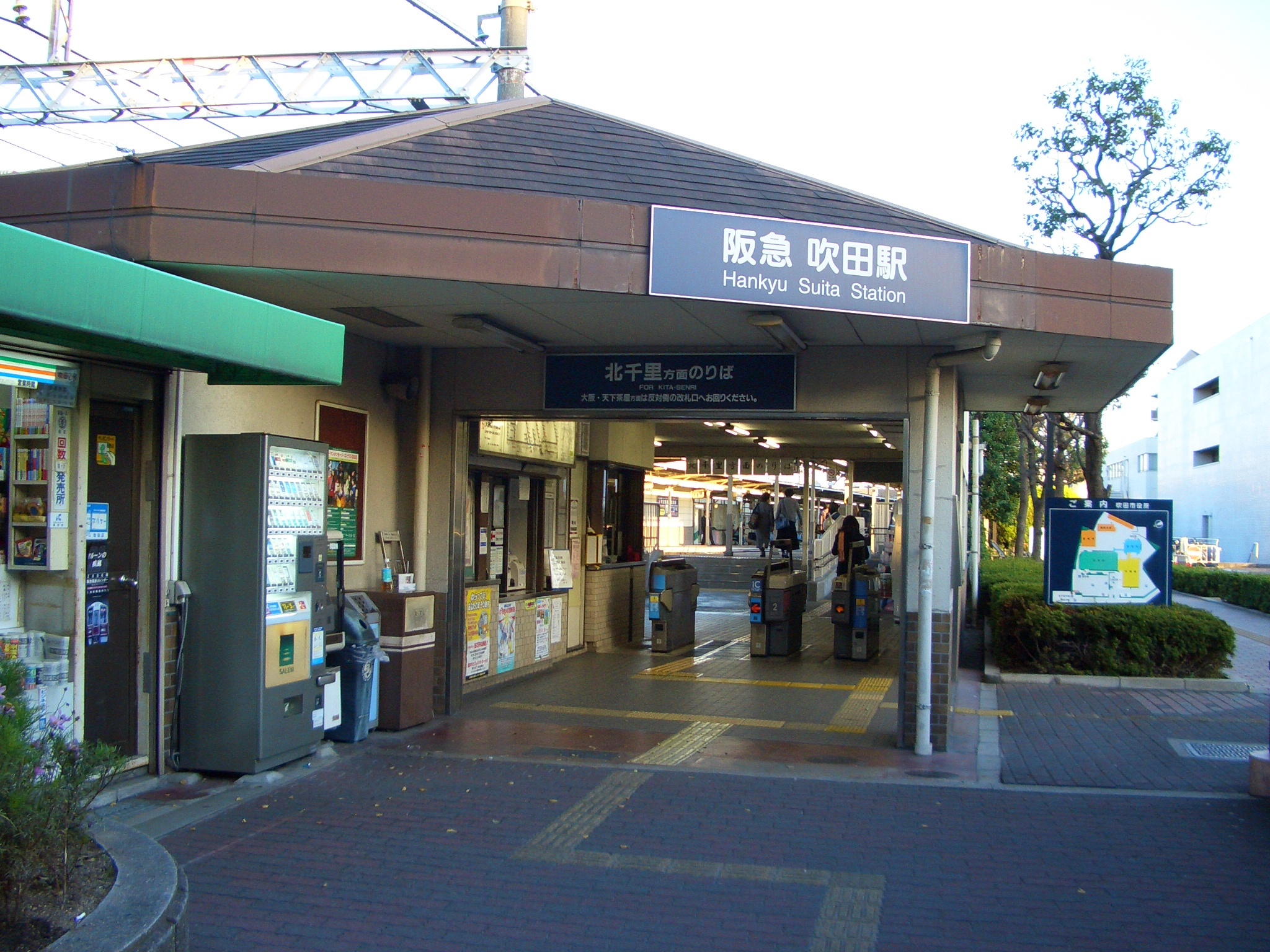
Stația Suita a căilor ferate Hankyu (linia Hankyu Senri)
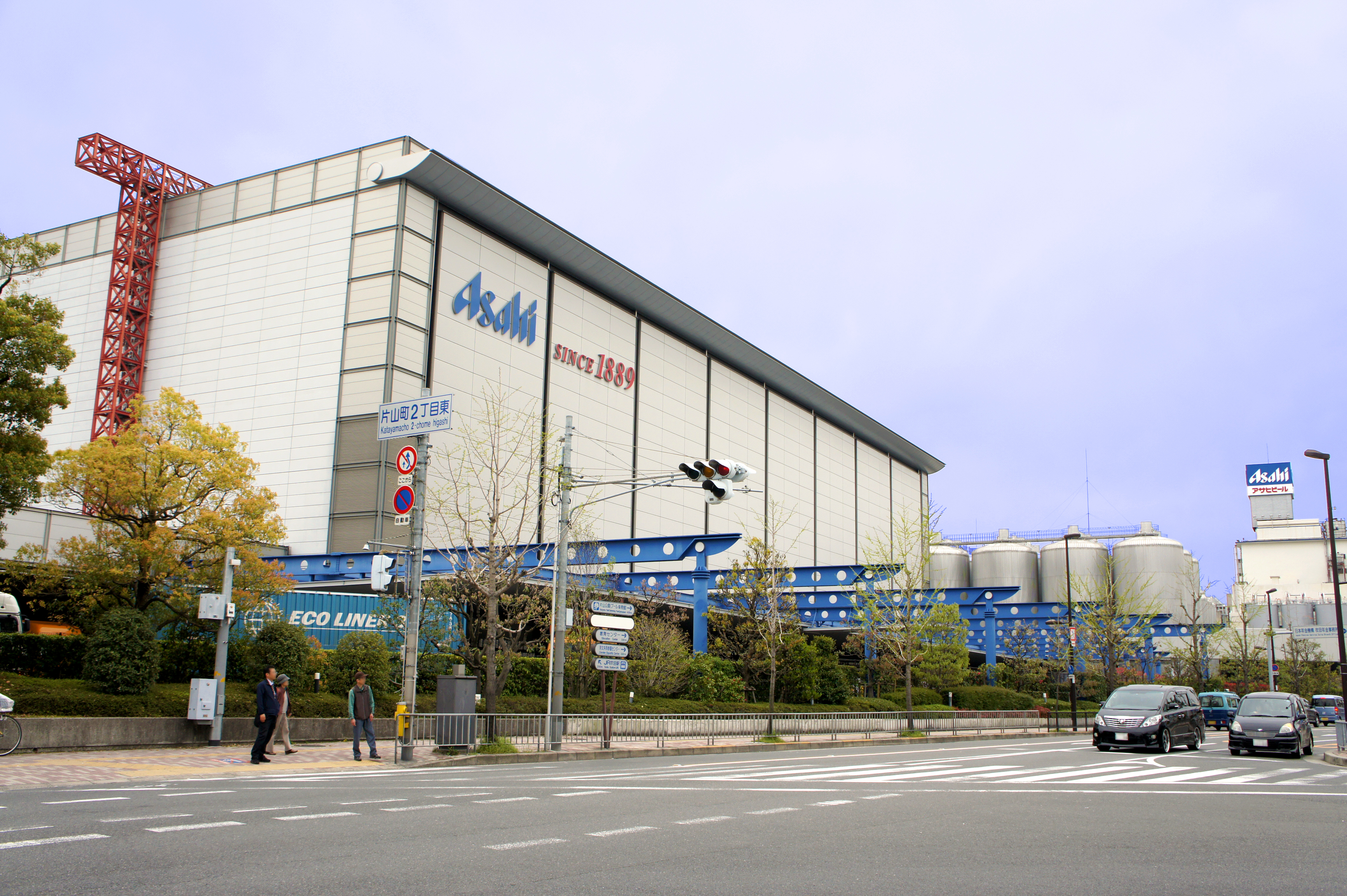
Fabrica de bere Asahi

## Universități
- Universitatea Kansai, campusul principal al căreia poate fi accesat prin calea ferată Hankyu Senri (pâna la stația Kandai-Mae).
- Universitatea din Osaka, campusul principal al căreia este amplasat nemijlocit lângă Parcul Expo ’70. Poate fi accesată prin Osaka monorail (până la stația Handaibyoin-Mae) sau prin calea ferată Hankyu Senri (pâna la stația Kita-Senri).
- Universitatea Osaka Gakuin. Poate fi accesată prin calea ferată JR Kyoto (până la stația Kishibe).
- Universitatea Senri Kinran. Poate fi accesată prin calea ferată Hankyu Senri (pâna la stația Kita-Senri).

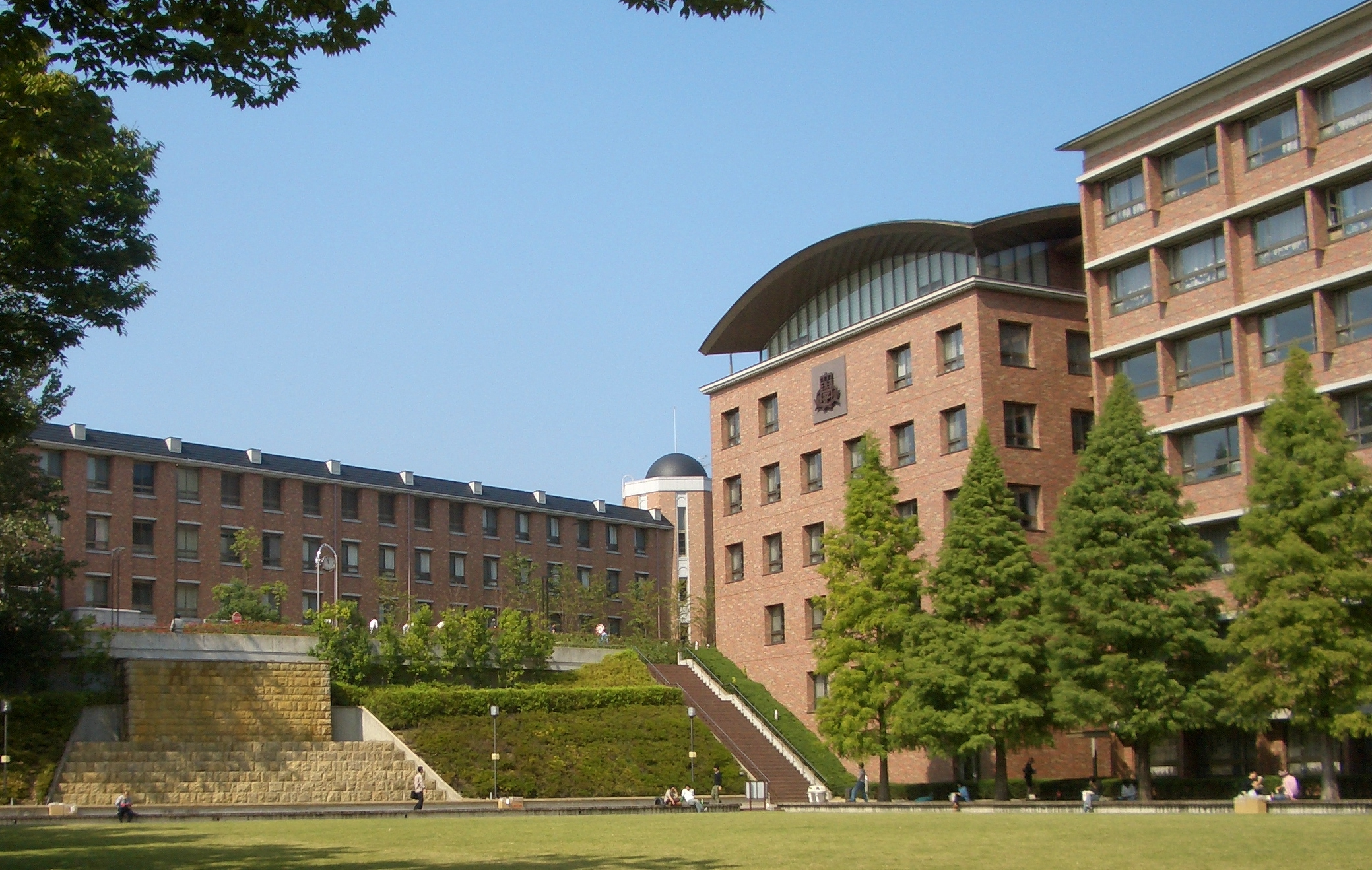
Universitatea Kansai în Suita
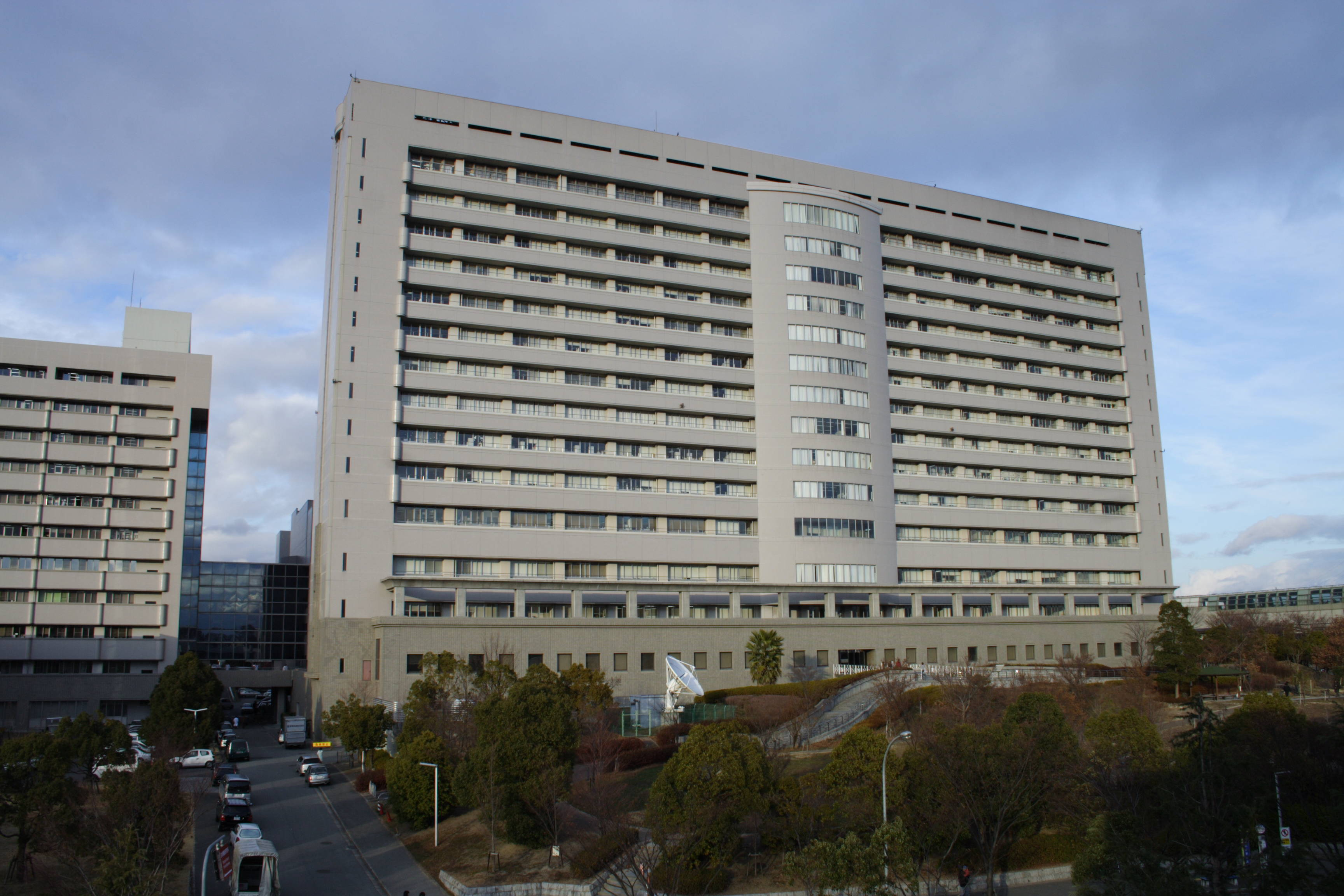
Spitalul Universității din Osaka în Suita
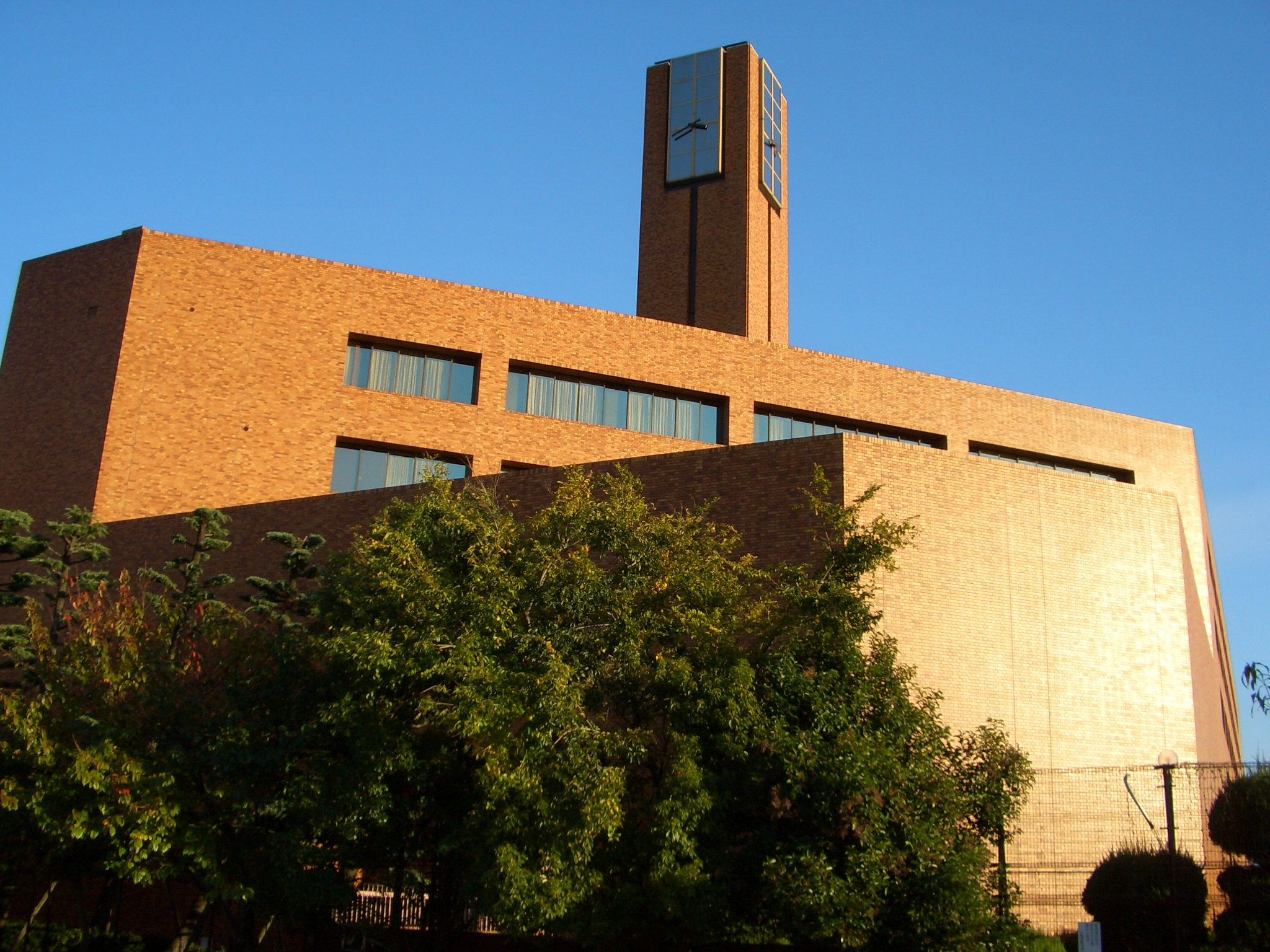
Universitatea Osaka Gakuin în Suita
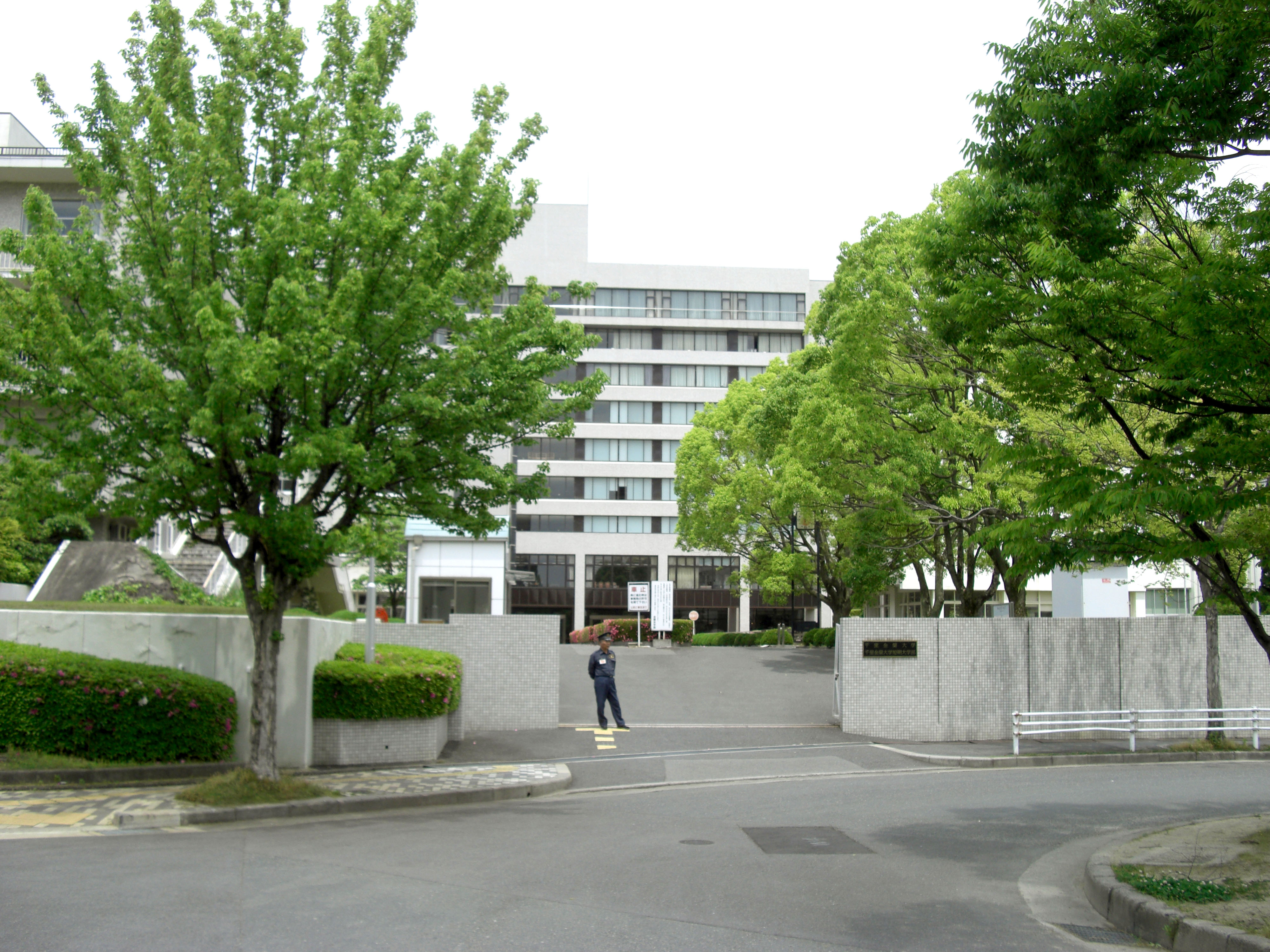
Universitatea Senri Kinran în Suita

## Muzee
- Muzeul Național de Etnologie
- Muzeul de Arte Populare Japoneze, Osaka
- Muzeul Universității Kansai
- Muzeul Orașului Suita

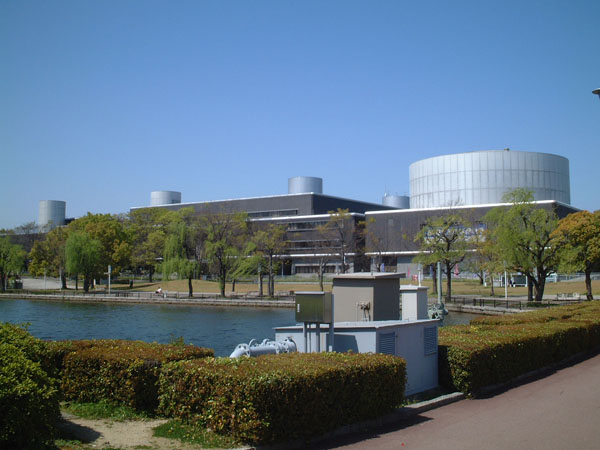
Muzeul Național de Etnologie în Suita

## Transport
Japan Railway (JR) West
- Linia JR Kyoto:

(<< direcția Kyoto) - stația Senrioka - stația Kishibe - stația Suita (JR West) - (direcția Osaka >>)
Hankyu Railway
- Linia Hankyu Kyoto:

(<< direcția Kyoto Kawaramachi) - stația Shojaku - (direcția Osaka Umeda >>)
- Linia Hankyu Senri:

(<< direcția Tenjimbashisuji Rokuchōme) - stația Suita - stația Toyotsu - stația Kandai-mae - stația Senriyama - stația Minami-Senri - stația Yamada - stația Kita-Senri (stația terminus)
Metro-ul Municipal Osaka
- Linia Midosuji și linia Namboku

(<< direcția Umeda Nakamozu) - stația Esaka (stația terminus a liniei Midosuji) - stația Ryokuchi-koen (în orașul Toyonaka, Osaka) - stația Momoyamadai - (direcția Senri-Chuo >>)
Osaka Monorail
- Linia principală a Osaka Monorail

(<< direcția Aeroportul Osaka) - stația Yamada - stația Banpaku-Kinen-Koen - (direcția Kadoma-shi >>)
- Linia Saito a Osaka Monorail

(<< direcția Saito-nishi) - stația Koen-higashiguchi - stația Banpaku-Kinen-Koen (stația terminus)

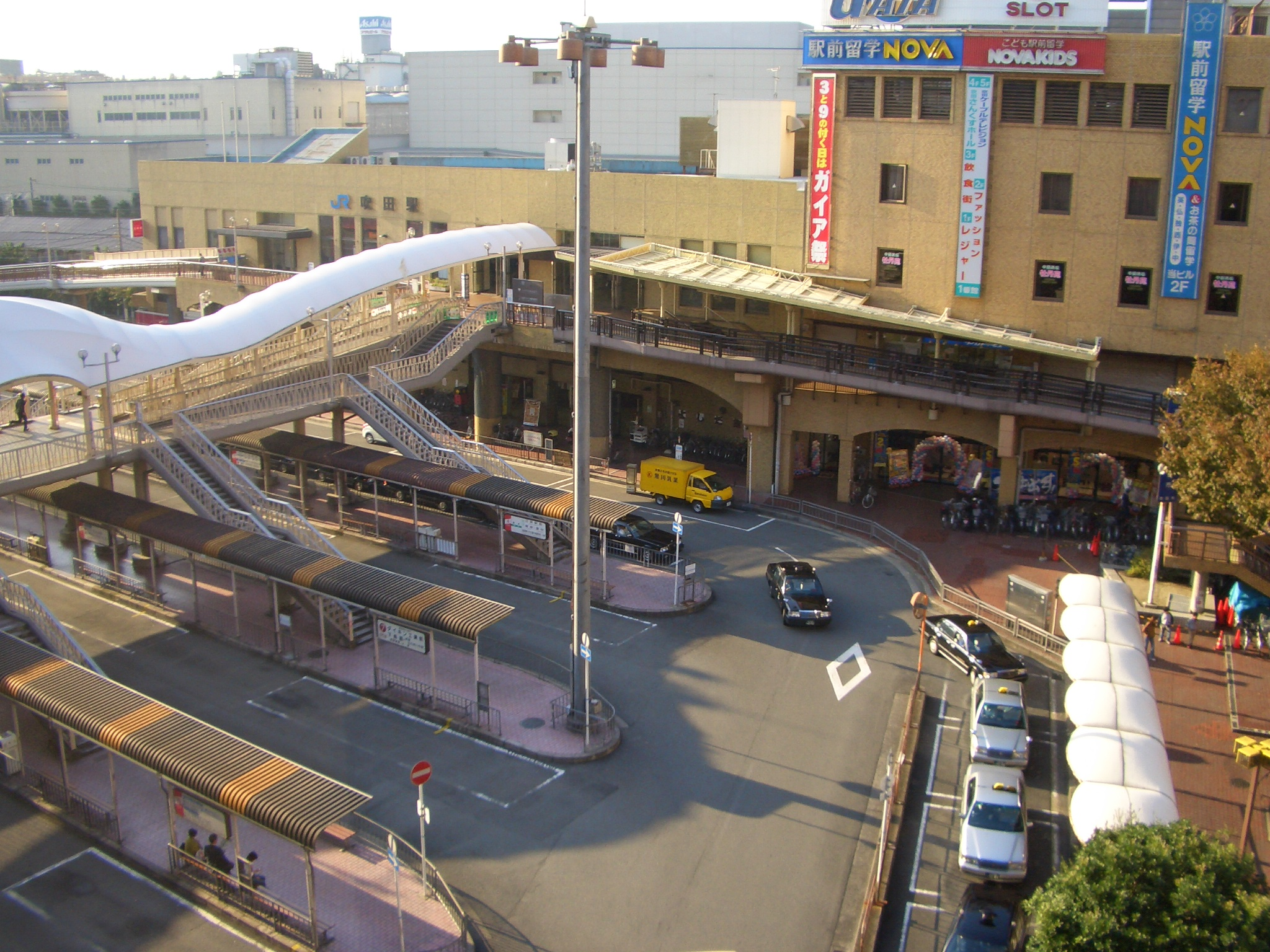
Stația Suita a căilor ferate JR
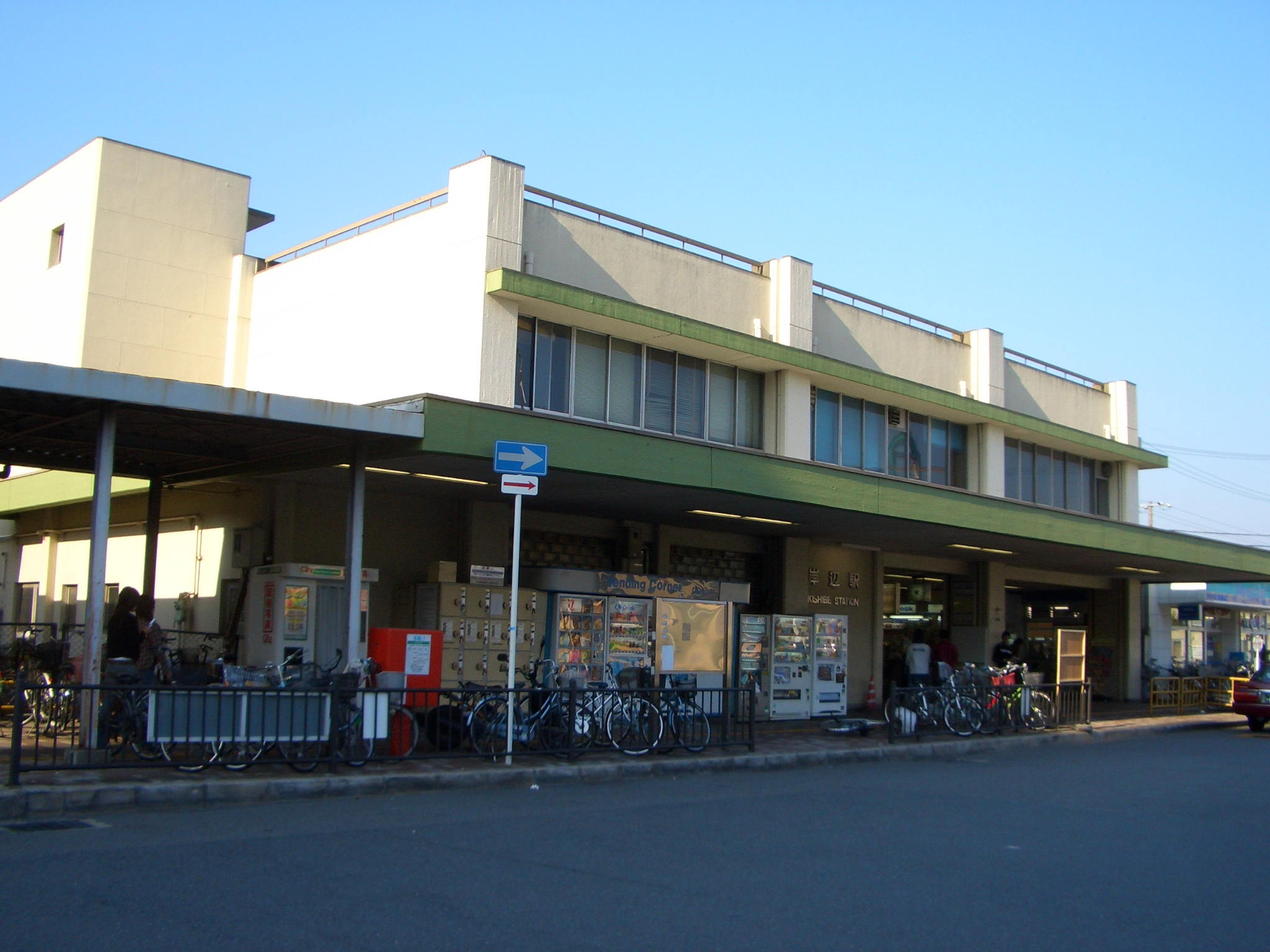
Stația Kishibe a căilor ferate JR
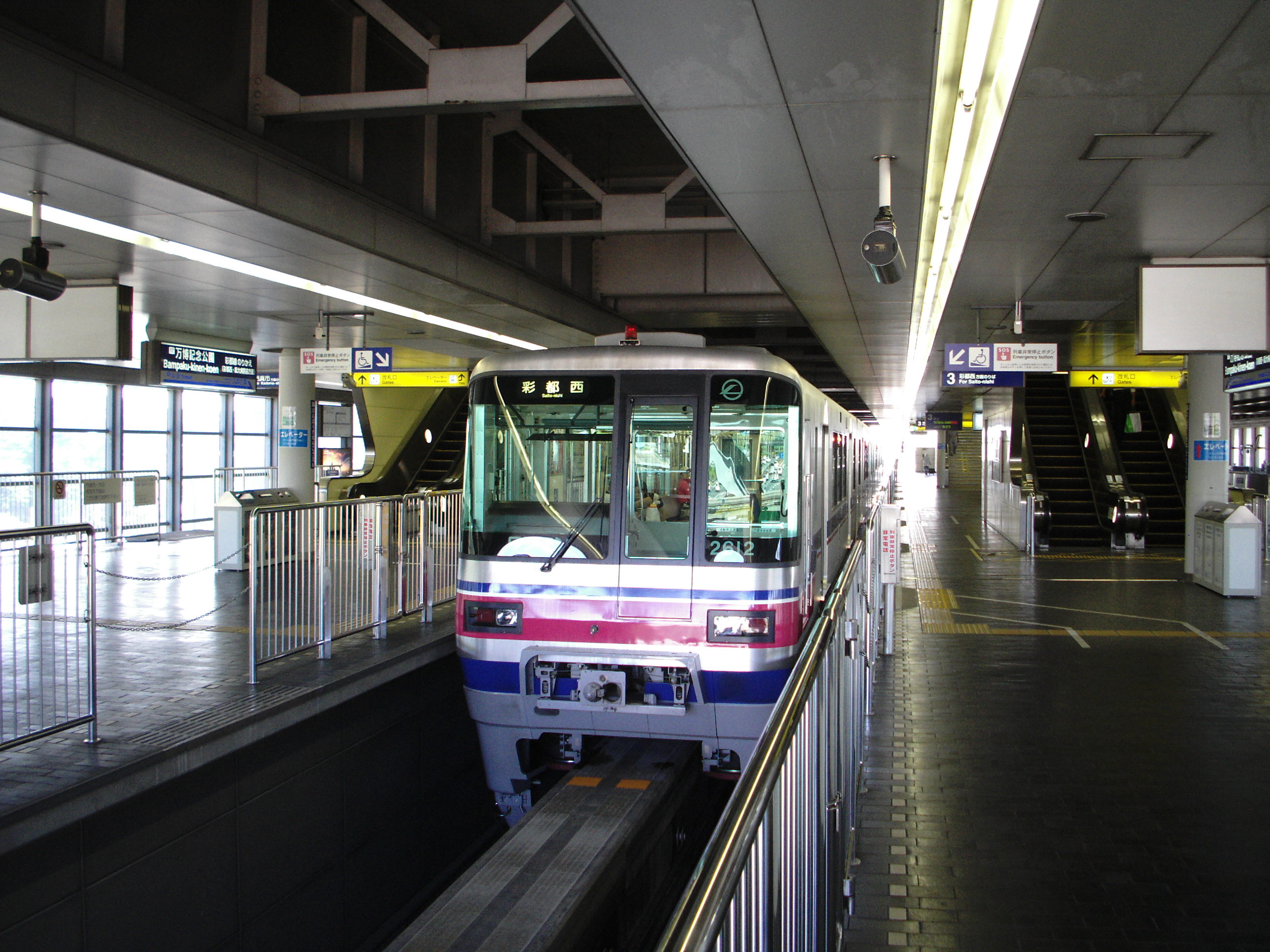
Stația Banpaku Kinen Koen a liniei Osaka Monorail